# جيري هارت (مدير فني)
جيري هارت (بالإنجليزية: Gerry Hart)‏ هو مدير فني أمريكي، ولد في 1935 في ويست فرانكفورت في الولايات المتحدة، وتوفي في 27 أبريل 2011 في كاربوندال في الولايات المتحدة.